# Мацу (эсминец, 1944)
Мацу (яп. 松, «Сосна») 

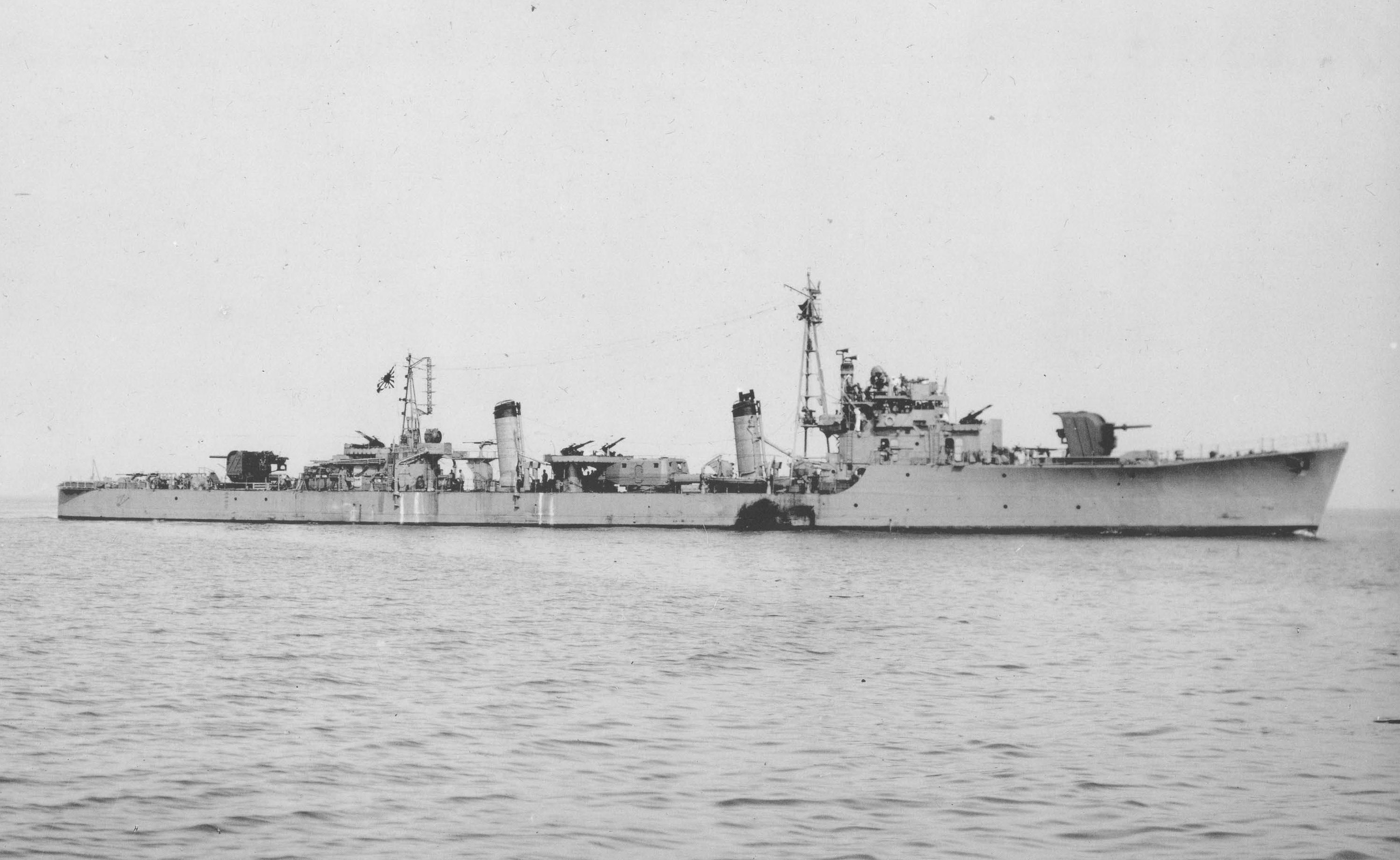

— японский эскадренный миноносец времён Второй Мировой войны. Головной корабль одноимённой серии эсминцев.

## Строительство
Корпус корабля был заложен 8 августа 1943 года на стапеле Морского арсенала в Майдзуру. Спущен на воду 3 февраля 1944 года, вступил в строй 28 апреля того же года.

## История службы
После вступления в строй «Мацу» был зачислен в состав 11-й эскадры, и до середины лета занимался только учебными походами. 15 июля его вместе с однотипными «Умэ», «Момо» и «Такэ» включили в новообразованный 43-й дивизион эскадренных миноносцев.
29 июля—1 августа «Мацу» в составе 2-й эскортной группы сопроводил конвой № 4804 из Татэямы до острова Титидзима (из архипелага Огасавара). Обратный путь стал для него последним: 4 августа японское соединение было обнаружено и атаковано американскими палубными торпедоносцами «Эвенджер», которые добились торпедного попадания по эсминцу. Отставший повреждённый корабль был вскоре вынужден принят неравный бой с тремя эскадренными миноносцами типа «Флетчер» («Когсуэлл», «Ингерсолл», и «Кнапп»), которые, пользуясь пятикратным преимуществом в пятидюймовых орудиях, расстреляли его с максимальной дистанции. Из находившихся на «Мацу» 210 человек только 6 были подобраны американцами (один позже скончался от полученных ранений), все остальные (включая командира капитана 3-го ранга Ёсинага и командующего соединением контр-адмирала Такахаси) погибли. Это случилось в 81 км северо-западнее Титидзимы, в точке с координатами 27°40′ с. ш. 141°48′ в. д..
10 октября 1944 года «Мацу» был исключён из списков флота.

## Командиры
25.03.1944 — 01.06.1944 капитан 3 ранга (сёса) Цунэо Ёнэй (яп. 米井恒雄);
01.06.1943 — 4.08.1944 капитан 3 ранга (сёса) Гэн Ёсинага (яп. 吉永源).